# Red Hat Linux
Red Hat Linux — один із перших дистрибутивів Linux, розроблений американською компанією Red Hat. Один із найпопулярніших дистрибутивів в США та країнах Європи.
RedHat Linux випускався для платформ ia32, ia64, Alpha, Sparc, PPC, IBM S/390. Технічна підтримка надавалась для платформи ia32.
Ранні випуски Red Hat Linux мали назву Red Hat Commercial Linux. 
Red Hat опублікував перший не бета-реліз у травні 1995 року. Він містив Red Hat Package Manager як формат упаковки, і з часом RPM послужив відправною точкою для кількох інших дистрибутивів, таких як Mandriva Linux та Yellow Dog Linux. 
Остання версія Red Hat Linux були зроблена у 2003 році. З 2004 року Red Hat офіційно завершив  підтримку Red Hat Linux. Користувачі могли перейти на безплатний дистрибутив Fedora або комерційний Red Hat Enterprise Linux.
Після завершення офіційної  підтримки, Fedora Legacy виробляв не офіційні оновлення для Red Hat Linux, но з лютого 2007 році - Fedora Legacy  завершив свою роботу (випуск оновлень).

## Історія випусків
Продукти Fedora та Red Hat  були розділені  22 вересня, 2003 року.  
У наступній таблиці номер версії починається з «RHL» для Red Hat Linux, «RHEL» для Red Hat Enterprise Linux та «FC» для Fedora Core.
|                                 | Версія                     | Кодова назва (або назва релізу) | Опис |
| 29 липня 1994 року              | н/д                        | Preview (or Beta)               | Початковий тестовий реліз, який не розповсюджувався широко чи публічно, був побудований на оригінальній системі керування пакетами Red Hat, RPP. У посібниках та іншій супровідній документації він називався «Red Hat Software Linux» та скорочено «RHS Linux» і постачався на одному компакт-диску з немаркованою суцільною червоною етикеткою. Лист, що супроводжував його, містив подяку одержувачу за придбання бета-версії та був підписаний Марком Юінгом (засновником Red Hat) та Демієном Нілом (першим співробітником Red Hat, літнім стажером). Він використовував ядро розробницької серії 1.1.18. Повідомлення про номер версії цього продукту здаються перебільшеними. |
| 31 жовтня 1994 року             | RHL 0.9                    | Halloween                       | Перший широкодоступний бета-реліз Red Hat Linux. Це все ще була куплена бета-версія, але принаймні тепер вона постачалася з документацією. Користувачі могли вибрати ядро Linux версії 1.0.9 (стабільна) або 1.1.54 (розробницька). У посібнику все ще принаймні в одному місці згадувалося ядро 1.1.18, випущене лише кілька місяців тому. У посібнику також пропонувалося, що більшість користувачів не використовуватимуть програму rpp для встановлення програмного забезпечення; натомість вони використовуватимуть графічний інтерфейс Tcl/Tk LIM (Linux Installation Manager). Одним із критичних факторів, який зробив RHS Linux успішним навіть у бета-версії, був акцент на графічних інструментах налаштування; навіть ця рання бета-версія мала графічні інструменти для налаштування користувачів і груп, /etc/fstab, часу та дати (у цього інструменту навіть була пасхальна версія!), і найголовніше, мережі. Мало хто сьогодні пам'ятає біль налаштування мережі в Linux повністю з нуля, дотримуючись кроків у довгому документі HOWTO, а потім повторного проходження процесу після встановлення (не оновлення до) кожної нової версії встановленого дистрибутива.                                                                              |
| Травень 1995 року               | RHL 1.0                    | Mother's Day                    | Перший небета-реліз Red Hat Linux, він не був випущений 13-го числа (того року День матері), але це було найближче свято, тому він і отримав свою назву. Побудований на ядрі 1.2.8, цей реліз запровадив назву "Red Hat Commercial Linux" замість "Red Hat Software Linux", а дуже високий логотип у циліндрі замінив зображенням чоловіка, який швидко йде з портфелем і тримається за червоний капелюх. Це був перший реліз після того, як книгарня ACC (Боб Янг) викупила Red Hat Software, Inc. (Марк Юінг) і прийняла кращу назву. (Книжкова книгарня ACC була названа так, щоб відображатися першою в алфавітному порядку.) |
| Кінець літа 1995 року           | RHL 1.1                    | Mother's Day+0.1                | Випуск з виправленням помилок. Ядро версії 1.2.11 або 1.2.13, залежно від того, яку саме версію ви отримали! Відоме принаймні в одному втіленні як «Офіційний комерційний Linux Red Hat». Назва, з причин, втрачених у часі, завжди вимовлялася як «День матері плюс один». |
| Пізніше літо 1995 року          | Бета-версія RHL 2.0        | ?                               | Бета-версія першого випуску, що використовувала RPM, що означало, що оновлення з попередніх випусків не підтримувалися. Цю версію RPM було написано на Perl для швидкої розробки. Перший випуск, що використовував формат ELF для бібліотек та виконуваних файлів; попередні випуски використовували формат "a.out". |
| Рання осінь 1995 року           | RHL 2.0                    | ?                               | Перший офіційний реліз з використанням RPM. Маркетингова типографіка назвала це "Red Hat LiNUX". |
| Листопад 1995 року              | RHL 2.1                    | Bluesky                         | Випуск з виправленням помилок. Digital (пам'ятаєте їх?) випустила промо-CD "Red Hat 2.1 LiNUX" для платформи x86 як тизер до майбутнього випуску продукту Red Hat Software для їхньої платформи Alpha; "Red Hat Linux/Alpha 2.1" був випущений у січні 1996 року. Містив ядра 1.2.13 (стабільна) та 1.3.32 (розробна). |
| 15 березня 1996 року            | RHL 3.0.3                  | Picasso                         | Інженери мали на увазі, що цей реліз мав називатися «2.2», але маркетинг (тобто Боб Янг) вирішив, що він краще продаватиметься, якщо називатиметься «3.0.3» (в деяких місцях — «3.03»). Red Hat досі працює, тож, можливо, Боб мав рацію. Реліз тепер називався «Офіційний Red Hat LiNUX» (так, лапки навколо «Офіційний» були частиною назви, принаймні на компакт-диску та деякій частині коробки; в інших місцях вона була написана курсивом). Це мало відокремити версію, яку продавав Red Hat, від версій, що продавалися третіми сторонами, такими як Infomagic. На коробці він також називався «Red Hat™; Software, Inc. LiNUX», «RED HAT LINUX» та «Red Hat Linux». Це був перший приблизно одночасний багатоархітектурний реліз; (тоді) платформа Digital Alpha підтримувалася. (Формат бінарних файлів все ще був недоступним для платформи Alpha, оскільки стандарт ELF для Alpha ще не був ратифікований; на Alpha також не було спільних бібліотек.) Це також був перший випуск, у якому як функція був представлений власний прискорений X-сервер Metro-X. Він також був першим випуском, у якому було включено glint, «графічний інструмент встановлення Linux», як графічний інтерфейс для RPM. Він також включав графічне налаштування принтера. |
| Липень-серпень 1996 року        | RHL 3.0.4/3.95             | Rembrandt                       | Бета-версія перед випуском 4.0. RPM переписано на C (здається, для цієї бета-версії). Перший випуск з підключаємими модулями автентифікації (PAM). Нові інструменти конфігурації написані на Python з Tk Inter замість TCL/TK; першим прикладом був новий інструмент конфігурації мережі. Завдяки новому ядру 2.0, це був перший випуск, у якому використовувалися модулі ядра; до цього існувало 72 різних ядра, з яких користувачі мали вибирати відповідне своєму обладнанню. Тепер відмінності в обладнанні можна було обробляти, завантажуючи різні модулі. |
| 3 жовтня 1996 року              | RHL 4.0                    | Colgate                         | Підтримувалися три архітектури: x86, Alpha та SPARC. У цьому випуску Alpha змогла використовувати формат файлу ELF, оскільки стандарт був ратифікований та реалізована підтримка інструментів. У цьому випуску також було представлено наш поточний логотип Shadowman™. Базується на ядрі 2.0.18. Перший випуск, що включає документацію, вільно доступну в електронному вигляді, а також формат "мертвого дерева" в комплекті. Перший випуск, що постачає браузер "Red Baron", похідний від spyglass, як власний додаток. |
| 3 лютого 1997 року              | RHL 4.1                    | Vanderbilt                      | Випуск з виправленням помилок. Ядро 2.0.27. Info World, Найкраще за 1996 рік, Операційні системи. |
| 19 травня 1997 року             | RHL 4.2                    | Biltmore                        | Продовжував використовувати дещо стару версію libc (5.3) замість новішої версії 5.4 через нестабільність та необґрунтовану несумісність у новій версії. Одне з перших справді широко критикованих технічних рішень між версіями програмного забезпечення в Red Hat Linux, це рішення було виправдано, принаймні для розробників дистрибутивів, потоком повідомлень про помилки та продемонструвало нестабільність на інших дистрибутивах, що постачали libc 5.4. Останній реліз постачав браузер Red Baron, який виявився дуже глючним. |
| 27 серпня, 16 вересня 1997 року | RHL 4.8/4.8.1/4.95         | Thunderbird                     | Перший реліз, що використовує glibc 2.0. Перша офіційна програма бета-тестування. |
| 7 жовтня 16 1997 року           | RHL 4.9/4.9.1/4.96         | Mustang                         | Ще один набір бета-релізів; масштабні зміни, внесені зміною версій бібліотеки C, зробили критично важливим, щоб Red Hat провів двоциклове бета-тестування замість одного або навіть нульового циклу, як раніше. Досвід покращення якості, який ми отримали від цього публічного бета-процесу, став визначальним і закріпив рішучість мати потужні бета-процеси для майбутніх релізів. |
| 1 грудня 1997 року              | RHL 5.0                    | Hurricane                       | Випущений вчасно до різдвяних розпродажів, Hurricane був названий частково на честь (важко назвати це честю) урагану, який пронісся над Red Hat кілька місяців тому та завдав значної шкоди навколишній місцевості, але по суті не обійшов офіси Red Hat. Перший реліз, що включав резервне копіювання BRU2000-PE™ та клієнтське й серверне програмне забезпечення Real Audio™ як власні компоненти з доданою вартістю. 1997 рік – продукт року Info World. |
| 1 червня 1998 року              | RHL 5.1                    | Manhattan                       | Дебютував компакт-диск із програмами Linux, диск із переважно власними програмами від сторонніх компаній, що працювали на Red Hat Linux. Деякі фрагменти GNOME були включені для створення кількох програм, а попередня версія GNOME була включена в окремий каталог, хоча вона не була частиною інсталяції. Перший випуск, що постачав linuxconf як централізований інструмент налаштування. Перший випуск, що включав власний браузер Netscape. Останній випуск, що містив дерево файлової системи на компакт-диску; після цього розмір програмного забезпечення переріс простір для нього. Нагороди журналу PC Magazine за технічні інновації: переможець премії Editorial Fellows' Award, 1998; Australian Personal Computer, Editor's Choice, та Just Plain Cool Award, 1998. |
| 12 жовтня 1998 року             | RHL 5.2                    | Apollo                          | Попередній перегляд технологій GNOME включено в окремий каталог. LinuxWorld, Показати улюблені: Програмне забезпечення. |
| 17 березня 1999 року            | RHL 5.9                    | Starbuck                        | |
| 19 квітня 1999 року             | RHL 6.0                    | Hedwig                          | glibc 2.1, egcs, ядро 2.2, інтегровано з GNOME. Desktop Engineering, нагорода «Вибір читачів», 1999; Wired for 3D, переможець нагороди «Вибір редактора» 1999 року. |
| 6 вересня 1999 року             | RHL 6.0.50                 | Lorax                           | Перший бета-реліз із графічним інсталятором (anaconda); інсталятор був повністю переписаний на Python, включаючи реалізацію графічного режиму та перереалізацію текстового режиму. |
| 4 жовтня 1999 року              | RHL 6.1                    | Cartman                         | Info World, 1999 Продукт року, операційні системи; Information Week, 1999 Продукт року; Internet Week, 1999 Best of Breed та 1999 Approved; Popular Science, 1999 Нагорода за комп'ютери та програмне забезпечення; Міжнародний інженерний консорціум, нагорода Infovision 2000, приватні мережі; Network Magazine, 2000 Продукт року, серверна ОС. |
| 9 лютого 2000 року              | RHL 6.1.92                 | Piglet                          | Світ не закінчився. |
| 27 березня 2000 року            | RHL 6.2                    | Zoot                            | Перший реліз, що постачає ISO-образи для завантаження через FTP. |
| 31 липня 2000 року              | RHL 6.9.5                  | Pinstripe                       | |
| 25 вересня 2000 року            | RHL 7.0                    | Guinness                        | Ядро glibc 2.2.2.4 просто не встигло випуститися вчасно, тому ми вирішили, що версія glibc має більший вплив на простір користувача, ніж версія ядра. Перший реліз, який підтримував Red Hat Network "з коробки". У цьому релізі було представлено те, що Red Hat назвав gcc 2.96, а пізніше перейменували на gcc 2.96RH. Розробники gcc, які працювали в Cygnus Solutions, коли це була окрема компанія, рекомендували Red Hat базувати свою роботу на стабілізованому знімку, щоб отримати набагато кращу підтримку C++. Через непорозуміння це спочатку не обговорювалося з іншими розробниками gcc, і згодом спалахнула суперечка щодо використання Red Hat цього номера версії, звідси й перейменування на gcc 2.96RH у майбутніх версіях. Red Hat офіційно відповідає на цю суперечку. |
| 31 січня 2001 року              | RHL 7.0.90                 | Fisher                          | Представлено ядро 2.4. |
| 21 лютого 2001 року             | RHL 7.0.91                 | Wolverine                       | |
| 16 квітня 2001 року             | RHL 7.1                    | Seawolf                         | Перший не-"нульовий" реліз, що включав новий стабільний потік ядра. Цей реліз був значно затриманий внутрішньо, але ледь зовні через героїчні зусилля керівництва проєкту, через серйозну боротьбу за вирішення дуже тонкої проблеми пошкодження даних у ядрі. Це також був перший реліз, який одночасно підтримував усі підтримувані мови, включаючи китайську, японську та корейську (CJK). Це був перший реліз, що постачався разом з Mozilla. |
| 2 серпня 2001 року              | RHL 7.1.93, 7.1.94         | Roswell                         | Файлова система журналювання ext3 стає файловою системою за замовчуванням, а інсталятор пропонує конвертувати файлові системи ext2 в ext3 як частину процесу встановлення. Grub замінює LILO як менеджер завантаження за замовчуванням. |
| 22 жовтня 2001 року             | RHL 7.2                    | Enigma                          | GNOME 1.4, KDE 2.2. Це була основа розробки Red Hat Enterprise Linux 2.1 AS, спочатку продаваного як Red Hat Advanced Server 2.1, хоча RHEL 2.1 AS також містив деякі виправлення, які також були включені до Red Hat Linux 7.3. Мережеві обчислення, фіналіст премії Well-Connected Awards 2002 року. |
| 22 березня 2002 року            | RHL 7.2.91                 | Skipjack                        | Незважаючи на те, що ми завжди казали, що не оголошуємо номери версій заздалегідь, і що немає жодної гарантії, що ми завжди випускатимемо релізи з розширеннями ".0", ".1" та ".2", досі спостерігалася чітка закономірність у релізах 4, 5, 6 та 7. Ми нарешті зламали стереотипи, коли стало очевидно, що знадобиться забагато часу, щоб gcc3, GTK+ 2, Python2 тощо були готові до своєчасного релізу Red Hat Linux 8.0. Тому, незадовго до цієї бета-версії, ми вирізали новий матеріал, перебудували його зі старим компілятором та вирушили досліджувати нову територію з розширенням ".3". |
| 6 травня 2002 року              | RHL 7.3                    | Valhalla                        | Останній реліз, що містив власний браузер Netscape. |
| 6 травня 2002 року              | RHEL 2.1 AS                | (Pensacola)                     | Red Hat Enterprise Linux 2.1 AS (спочатку запущений як Red Hat Linux Advanced Server 2.1), перша пропозиція Red Hat Enterprise (Red Hat Linux 6.2E був по суті версією Red Hat Linux 6.2 з різними рівнями підтримки та не розроблявся окремо), базувався на Red Hat Linux 7.2, але містив важливі виправлення з Red Hat Linux 7.3. Явно підтримуваний багатьма незалежними постачальниками програмного забезпечення, він забезпечував набагато вищий рівень підтримки з меншими змінами, ніж Red Hat надавав у минулому. Red Hat зосередив свою комерційну діяльність з підтримки на цій лінійці продуктів. |
| 4 липня 29; 19 серпня 2002 року | RHL 7.3.29, 7.3.93, 7.3.94 | Limbo/(null)                    | Через обставини, що спричинили цю зміну назви посеред цього циклу випусків, усі наші кодові назви тепер мають бути схвалені юридичним відділом Red Hat. Ми протестували ISO-образи розміром 700 МБ, але вони спричинили забагато проблем. |
| 30 вересня 2002 року            | RHL 8.0                    | Psyche                          | Багато нових технологій у цьому випуску. gcc 3.2, реліз-кандидат glibc 2.3 (офіційно схвалений та запрошений розробником!), Open Office.org 1.0.1, GNOME 2, KDE 3.0.3. Bluecurve™ також було представлено з метою забезпечення приємного, уніфікованого вигляду двох робочих столів та багатьох програм, включених до випуску. Незважаючи на те, що Bluecurve™ викликав певні суперечки у деяких користувачів, він мав приголомшливий успіх. Кілька інших дистрибутивів звернули на це увагу та почали йти шляхом забезпечення кращого користувацького досвіду завдяки єдиним темам оформлення за замовчуванням для різних робочих столів, що було основною метою проекту Red Hat Artwork. |
| 23 грудня 2002 року             | RHL 8.0.94                 | Phoebe                          | |
| 31 березня 2003 року            | RHL 9                      | Shrike                          | Початок деяких нових напрямків. У минулому Red Hat працював над підтримкою як прямої, так і зворотної сумісності в межах основної серії версій. У майбутньому Red Hat не намагатиметься створювати програмне забезпечення на новіших випусках, яке працює на старіших випусках, тому змінилося версонування. Перший випуск, що включає підтримку NPTL (Native POSIX Thread Library), використовуючи glibc 2.3.2 та ядро 2.4.20 з підтримкою NPTL, портованою з ядер розробки 2.5.x. Також KDE 3.1 та GNOME 2.2. Цей випуск є основою Red Hat Enterprise Linux 3. |
| 21 липня 2003 року              | RHL 9.0.93                 | Severn                          | Фінальний бета-реліз Red Hat Linux; цей реліз започаткував процес створення відкритого процесу розробки Red Hat. |
| 25 вересня 2003 року            | FC 0.94                    | Severn                          | Через тиждень після того, як Red Hat оголосила про об'єднання свого відкритого процесу розробки з уже існуючим проектом Fedora Linux для створення проекту Fedora, вийшла перейменована друга бета-версія: Fedora Core 1 test 2, версія 0.94. Це був перший тестовий реліз, який містив дійсно функціональну версію патча для покращення безпеки exec-shield. |
| Немає даних                     | Випуск Fedora              | ..                              | Див. Історичні розклади випусків Fedora, щоб дізнатися про дату та кодову назву. |

Використана інформація 

## Правила іменування
Починаючи з Picasso, Red Hat надавав релізам Red Hat Linux кодові назви. (Ці назви включені до файлу /etc/redhat-release разом із номером версії.) Кодові назви відповідають суворому шаблону — принаймні, ми намагалися зробити так, щоб вони відповідали суворому шаблону.  Іноді назва змінювалася від одного бета-релізу до іншого; частіше ні. Немає жодного тонкого закодованого повідомлення в тому, чи змінюється назва від одного бета-релізу до наступного. Релізи Red Hat Enterprise Linux не мали кодових назв; лише назви релізів, які також використовувалися замість кодових назв.